# Rivermen de Peoria (ECHL)
Pour les articles homonymes, voir Rivermen de Peoria (homonymie).
Les Rivermen de Peoria sont une franchise de hockey sur glace ayant évolué dans l'ECHL.

## Historique
L'équipe est créée en 1996 à Peoria dans l'État de l'Illinois et évolue dans l'ECHL jusqu'en 2005. Elle remporte la Coupe Kelly remise au vainqueur des séries éliminatoires de l'ECHL en 1999-2000 avec l'entraîneur Don Granato. Durant son existence, elle est le club-école des Wolves de Chicago et Dragons de San Antonio de la Ligue internationale de hockey de 1996 à 1998, des IceCats de Worcester de la Ligue américaine de hockey en 1998-1999 et de 2000 à 2005, et des Blues de Saint-Louis de la Ligue nationale de hockey de 1997 à 1999 et de 2001 à 2005. À la suite de la dissolution de l'équipe, une nouvelle équipe débute dans la Ligue américaine de hockey sous le même nom.

## Statistiques
| Saison    | PJ | V  | D  | N | DP | DTB | BP  | BC  | Pts | Classement              | Séries éliminatoires                                                                              | Entraîneur     |
| --------- | -- | -- | -- | - | -- | --- | --- | --- | --- | ----------------------- | ------------------------------------------------------------------------------------------------- | -------------- |
| 1996-1997 | 70 | 43 | 21 | 0 | 0  | 6   | 308 | 219 | 92  | 2e division Nord        | 3-0 Nailers de Wheeling 3-0 Chill de Columbus 1-3 IceGators de la Louisiane                       | Mark Reeds     |
| 1997-1998 | 70 | 44 | 19 | 0 | 0  | 7   | 296 | 213 | 95  | 1er division Nord-Ouest | 0-3 Admirals de Hampton Roads                                                                     | Mark Reeds     |
| 1998-1999 | 70 | 39 | 25 | 0 | 0  | 6   | 243 | 230 | 84  | 2e division Nord-Ouest  | 1-3 Storm de Toledo                                                                               | Mark Reeds     |
| 1999-2000 | 70 | 45 | 20 | 0 | 0  | 5   | 273 | 216 | 95  | 1er division Nord-Ouest | 3-0 Bombers de Dayton 3-0 Chiefs de Johnstown 4-2 Titans de Trenton 4-2 IceGators de la Louisiane | Don Granato    |
| 2000-2001 | 72 | 45 | 17 | 0 | 0  | 10  | 238 | 182 | 100 | 1er division Nord-Ouest | 3-1 Renegades de Richmond 3-0 Bombers de Dayton 3-4 Titans de Trenton                             | Jason Christie |
| 2001-2002 | 72 | 41 | 23 | 0 | 0  | 8   | 206 | 179 | 90  | 2e division Nord-Ouest  | 2-3 Chiefs de Johnstown                                                                           | Jason Christie |
| 2002-2003 | 72 | 48 | 17 | 0 | 0  | 7   | 241 | 181 | 103 | 2e division Nord-Ouest  | 1-3 Cyclones de Cincinnati                                                                        | Jason Christie |
| 2003-2004 | 72 | 45 | 18 | 0 | 0  | 9   | 244 | 177 | 99  | 3e division Nord        | 3-1 Boardwalk Bullies d'Atlantic City 1-3 Royals de Reading                                       | Jason Christie |
| 2004-2005 | 72 | 38 | 26 | 0 | 2  | 6   | 213 | 177 | 84  | 5e division Nord        | Non qualifiés                                                                                     | Jason Christie |